# الغافه
الغافة قرية سعودية، ومركز يتبع محافظة رنية بمنطقة مكة المكرمة. تقع في جنوب شرق مدينة مكة المكرمة.

## الخدمات
يوجد في الغافه العديد من الخدمات
شرطه مخفر
خدمات بلديه من المحافظه رنيه
مركز صحي
محطه وقود
حديقه
مدارس لثلاث مراحل ابتدائيه المتوسطه الثانويه